# Cứu rỗi trong Kitô giáo
Cứu rỗi, trong Kitô giáo, là "giải cứu một linh hồn ra khỏi tội lỗi và hậu quả của nó, bao gồm cái chết và xa lìa Thiên Chúa," thông qua sự chết và phục sinh của Chúa Kitô. Trong thần học, sự cứu rỗi là một ý niệm trừu tượng có ý nghĩa đặc biệt quan trọng. Kitô giáo (Cơ Đốc giáo) định nghĩa cứu rỗi là giải cứu khỏi sự câu thúc của tội lỗi và sự đoán phạt để có thể nhận lãnh sự sống đời đời của Thiên Chúa. Cứu rỗi có lẽ là một trong những ý niệm thần học quan trọng nhất, chỉ sau lẽ đạo về thần tính của Chúa Giê-xu.
Mục tiêu tôn giáo của tín hữu Cơ Đốc là tìm kiếm và nhận lãnh sự cứu rỗi, mặc dù không ít người cho rằng mục tiêu chính yếu của cuộc đời Cơ Đốc là tuân phục ý chỉ Thiên Chúa hoặc cả hai (sự cứu rỗi và sự tuân phục Thiên Chúa) có tầm quan trọng ngang nhau. Đối với nhiều người được cứu rỗi có nghĩa là được vào thiên đàng sau khi chết, nhưng hầu hết tín hữu Cơ Đốc thường nhấn mạnh đến yếu tố cho rằng sự cứu rỗi biểu trưng cho một cuộc sống được đổi mới ngay trên đất. Thần học Cơ Đốc đưa ra lời giải thích tại sao sự cứu rỗi là cần thiết và làm thế nào để được cứu rỗi.
Ý niệm về sự cứu rỗi lập nền trên sự kiện loài người đang sống trong tình trạng hư mất, vì vậy họ cần được cứu. Theo quan điểm Cơ Đốc, con người bị đặt dưới sự đoán phạt của Thiên Chúa vì cớ nguyên tội (tội tổ tông) mà chúng ta thừa kế từ sự sa ngã của Adam (thừa kế bản chất tội lỗi của Adam sau khi phạm tội), và tội lỗi chúng ta phạm phải trong cuộc sống hằng ngày, để nhận biết rằng mọi người đều đã phạm tội.
Chính thống giáo bác bỏ khái niệm nguyên tội, cho rằng giáo lý này là không phù hợp với lời dạy của Kinh Thánh. Chính thống giáo nhìn xem sự cứu rỗi là những nấc thang giúp cải thiện đời sống tâm linh và chữa lành bản chất của con người vốn đã bị hư hoại và tổn thương sau sự sa ngã của Adam.
Phần lớn tín hữu Cơ Đốc đều đồng ý rằng con người được dựng nên là vô tội, tội lỗi chỉ xuất hiện sau khi con người sa ngã, và vì vậy, cần có một Cứu Chúa (Savior) để đem con người trở lại với mối tương giao vốn có với Thiên Chúa. Cứu Chúa là đấng cứu chuộc con người khỏi tội lỗi, và Chúa Giê-xu là Cứu Chúa.

### Cơ Đốc giáo Tây phương
Theo Cơ Đốc giáo Tây phương, thần học về sự cứu rỗi bao gồm các chủ đề như sự chuộc tội, hoà giải, ân điển, sự xưng công chính, quyền tể trị của Thiên Chúa, và ý chí tự do của con người. Nhiều cách giải thích khác nhau về từng chủ đề được tìm thấy trong thần học Công giáo và thần học Kháng Cách. Trong cộng đồng Kháng Cách, sự dị biệt này lập nền trên hai trường phái thần học, một theo tư tưởng Calvin, hệ tư tưởng còn lại theo sự dạy dỗ của Arminus; về sau còn có các nhà thần học khác xác lập những học thuyết dung hoà dựa trên hai hệ tư tưởng này
Giáo lý Công giáo dạy rằng cứu rỗi không chỉ đơn giản là được giải cứu khỏi tội lỗi và sức mạnh của tội lỗi: Sự cứu rỗi của Thiên Chúa không chỉ giải thoát mà còn ban thưởng cho chúng ta. Hành động của Thiên Chúa là một sự giải cứu tích cực nhằm đem con người vào địa vị siêu nhiên, nhận lãnh sự sống vĩnh cửu và cao quý hơn cuộc sống trần gian, hiệp nhất trong một thân thể với Chúa Cơ Đốc, một trong ba thân vị của Ba Ngôi, để nhận lãnh phẩm giá làm con Thiên Chúa và "sẽ thấy Ngài như vốn có thật vậy" (1 Giăng 3. 2) để có thể tương giao trong sự sống và tình yêu với Ba Ngôi và với các thánh (Giáo lý Giáo hội Công giáo, 1023-1025, 1243, 1265-1270, 2009).
Theo đức tin của tín hữu thuộc trào lưu Tin Lành (Evangelical), tiền đề của sự cứu rỗi là mọi người đều đã phạm tội, vì vậy mọi người đều bị đặt dưới sự đoán phạt của Thiên Chúa. Sự đền tội thay để được phục hoà với Thiên Chúa được ban cho mọi người, chỉ qua Chúa Giê-xu Cơ Đốc, đấng đã sống cuộc đời trọn vẹn trên đất và đã chết trên thập tự giá như một sinh tế không tì vết gánh thay cái chết mà con người đáng phải chịu. Vì con người được Thiên Chúa ban cho ý chí tự do, họ có thể sử dụng ý chí này để chấp nhận hay khước từ sự cứu rỗi của Thiên Chúa, vì vậy sự chết đền tội thay của Chúa Giê-xu chỉ linh nghiệm cho những ai đồng ý:
- Xưng nhận tội lỗi của mình.
- Bởi đức tin, chấp nhận Chúa Giê-xu là Chúa và Cứu Chúa của mình.

Kết quả của sự cứu rỗi là tội lỗi của người ấy được tha, người ấy sẽ trải nghiệm sự tái sinh để trở nên một con người mới, một Cơ Đốc nhân, một người sống bởi đức tin, trở nên con cái của Thiên Chúa và được ấn chứng bởi Chúa Thánh Linh ("Nhưng hễ ai tin nhận Ngài (Chúa Giê-xu), thì Ngài sẽ ban cho quyền phép trở nên con cái Thiên Chúa, là ban cho những người tin danh Ngài, là người chẳng phải sanh bởi khí huyết, bởi tình dục, hoặc bởi ý người, nhưng sanh bởi Thiên Chúa vậy". - Phúc âm Giăng 1. 12)
Một số người, vì không hiểu biết đầy đủ, tìm cách lợi dụng đặc quyền này lập luận rằng nếu mọi tội đều được tha thì quy trình cứu rỗi cũng có thể lặp đi lặp lại nhiều lần, nghĩa là cứ tiếp tục phạm tội rồi sẽ tiếp tục được tha thứ. Trong thực tế điều này không xảy ra.
Theo quan điểm của tín hữu Tin Lành, không phải mọi người đều được cứu rỗi, bởi vì không phải mọi người đều tin nhận Chúa Giê-xu. Những ai không tin nhận Chúa Giê-xu sẽ không được tha thứ tội lỗi và sẽ chịu đoán phạt nơi hoả ngục (Hell), ấy là sự phân rẽ đời đời với Thiên Chúa.
Tín hữu Tin Lành tin rằng sự cứu rỗi không cống hiến một cuộc sống nhằm tuân giữ một số nguyên tắc đạo đức hoặc lễ nghi tôn giáo. Cứu rỗi có nghĩa là được phục hoà với Thiên Chúa, để bắt đầu một mối tương giao mật thiết giữa cá nhân tín hữu với Thiên Chúa, để được nuôi dưỡng và lớn lên trong tình yêu, sự công chính và sự thánh khiết của Thiên Chúa.
Các giáo phái có khuynh hướng bảo thủ thuộc phong trào Restoration (như giáo phái Church of Christ) tin rằng điều kiện cần có để được cứu rỗi không chỉ là nghe Phúc âm và đáp ứng với đức tin, mà còn cần có sự ăn năn tội, chịu lễ báp têm và kiên định trong tinh thần vâng phục Thiên Chúa ("Peter đáp rằng: Hãy hối cải, ai nấy phải nhân danh Chúa Giê-xu mà chịu lễ báp têm, để được tha tội mình, rồi sẽ nhận lãnh sự ban cho Chúa Thánh Linh". Công vụ các Sứ đồ 2. 38-39 và 2 Corinthians 7.10, Hebrews 6.4-6).
Một quan điểm khác, sự cứu rỗi dành cho mọi người (universal salvation), tồn tại trong suốt dòng lịch sử Cơ Đốc giáo rồi trở nên phổ biến tại Hoa Kỳ trong những thập niên đầu của thế kỷ 19, cho rằng tất cả mọi người, không phân biệt niềm tin tôn giáo, dần dần sẽ được cứu để được vào thiên đàng; đây là tâm điểm của thần học Phổ độ luận (Universalism) và nhiều giáo đoàn Nhất vị luận (Unitarianism). Họ thường nói "Thiên Chúa quá yêu con người nên ngài không đoán phạt bất kỳ ai". Phần đông tín hữu Cơ Đốc cho rằng quan điểm này là dị giáo vì ngụ ý rằng mọi tôn giáo đều đúng và có nhiều con đường dẫn đến sự cứu rỗi mà không cần đến ân điển của Chúa Cơ Đốc. Bên trong nền thần học phổ độ có quan điểm cho rằng chỉ có sự cứu rỗi qua Chúa Giê-xu; dù vậy, họ tin rằng sự chết và sự phục sinh của Chúa Giê-xu được dành cho mọi người, không phân biệt tôn giáo.

### Cơ Đốc giáo Đông phương
Cơ Đốc giáo Đông phương ít bị ảnh hưởng bởi thần học Augustinus, cũng không chịu ảnh hưởng bởi tư tưởng của Jean Calvin hay Jacobus Arminius. Cũng dễ hiểu khi họ không có nhiều câu trả lời mà chỉ đặt ra nhiều câu hỏi; ở đây quan điểm về sự cứu rỗi ít được trình bày trong ngôn từ pháp chế (ân điển, trừng phạt...) mà trong ngôn từ y thuật (bệnh tật, chữa lành....), vì vậy cũng ít chính xác hơn. Thay vào đó, họ nhìn xem sự cứu rỗi theo quan điểm thần học theosis - tìm kiếm một đời sống thánh khiết, ngày càng gần với Thiên Chúa hơn - một khái niệm vẫn được phát triển trải qua nhiều thế kỷ trong các giáo hội khác nhau thuộc cộng đồng Chính Thống giáo. Họ cũng nhấn mạnh đến lời dạy của Chúa Giê-xu được ký thuật trong các sách Phúc âm như là điều kiện tiên quyết cho sự tha thứ tội lỗi, bao hàm cả hành động tha thứ cho người khác.

## Trích dẫn Tân Ước
Quan điểm của tín hữu Cơ Đốc về sự cứu rỗi lập nền trên lời dạy của Tân Ước. Nhiều luận giải về chủ đề này được tìm thấy trong Thư gởi tín hữu ở La mã, phần lớn là vì thư tín này chứa đựng hầu hết những luận giải của Sứ đồ Phao-lô về các chủ đề thần học. 
- Tình yêu của Thiên Chúa: "Vì Thiên Chúa yêu thương thế gian, đến nỗi đã ban Con độc sanh của Ngài, hầu cho hễ ai tin Con ấy, không bị hư mất mà được sự sống đời đời" (Giăng 3. 16) "Nhưng Thiên Chúa tỏ lòng yêu thương Ngài đối với chúng ta, khi chúng ta còn là người có tội, thì Chúa Cơ Đốc vì chúng ta chịu chết". (La mã 5. 8)
- Tội lỗi phân rẽ nhân loại khỏi Thiên Chúa: "Vì mọi người đều đã phạm tội, thiếu mất sự vinh hiển của Thiên Chúa" (La mã. 3. 23) "Cho nên, như bởi một người mà tội lỗi vào trong thế gian, lại bởi tội lỗi mà có sự chết, thì sự chết đã trải qua hết thảy mọi người như vậy, vì mọi người đều phạm tội..." (La mã. 5. 12).
- Thiên Chúa ban cho sự sống vĩnh cửu bởi vì Chúa Giê-xu Cơ Đốc đã chết thay vì tội lỗi của chúng ta: "Vì tiền công của tội lỗi là sự chết; nhưng sự ban cho của Thiên Chúa là sự sống đời đời" (La mã. 6. 23).
- Được cứu khỏi tội lỗi bằng cách tha thứ cho người khác: "Vả, nếu các ngươi tha lỗi cho người ta, thì Cha các ngươi cũng sẽ tha thứ các ngươi. Song nếu không tha lỗi cho người ta, thì Cha các ngươi cũng sẽ không tha lỗi cho các ngươi". Mat. 6.14-15".
- Xưng nhận đức tin và tin: "Vậy nếu miệng ngươi xưng Chúa Giê-xu ra và lòng ngươi tin rằng Thiên Chúa đã khiến Ngài từ kẻ chết sống lại, thì ngươi sẽ được cứu; vì tin bởi trong lòng mà được sự công bình, còn bởi miệng làm chứng mà được sự cứu rỗi". (La mã 10. 9-10) "Vì ai kêu cầu danh Chúa thì sẽ được cứu". (La mã 10. 13).
- Được cứu rỗi bởi chịu lễ báp têm: "Những kẻ bội nghịch từ thuở trước, về thời kỳ Noah, khi Thiên Chúa nhịn nhục chờ đợi, chiếc tàu đóng nên, trong đó có ít người được cứu bởi nước, là chỉ có tám người. Phép báp têm bây giờ bèn là ảnh tượng của sự ấy để cứu anh em, phép ấy chẳng phải làm sự làm sạch ô uế của thân thể, nhưng là một sự liên lạc lương tâm tốt với Thiên Chúa, bởi sự sống lại của Chúa Giê-xu Cơ Đốc" (1 Peter 3. 20-21); "Hay là, anh em chẳng biết rằng chúng ta thảy đều đã chịu phép báp têm trong Chúa Giê-xu Cơ Đốc, tức là chịu phép báp têm trong sự chết Ngài sao? Vậy chúng ta đã bị chôn với Ngài bởi phép báp têm trong sự chết Ngài, hầu cho Chúa Cơ Đốc nhờ vinh hiển của Cha được từ kẻ chết sống lại thể nào, thì chúng ta cũng sống trong đời mới thể ấy" (La mã 6. 3-5).
- Được cứu bởi ân điển của Thiên Chúa: "Vả, ấy là nhờ ân điển, bởi đức tin, mà anh em được cứu, điều đó không phải đến từ anh em, bèn là sự ban cho của Thiên Chúa. Ấy chẳng phải bởi việc làm đâu, hầu cho không ai khoe mình" (Ephesians 2. 8-9).
- Được cứu bởi việc làm: "Nhân đó anh em biết người ta cậy việc làm được xưng công bình, chớ chẳng những là cậy đức tin mà thôi" (Gia-cơ 2. 24). Có sự tranh luận về câu Kinh Thánh này. Tín hữu Kháng Cách cho rằng từ "xưng công chính" không nên được hiểu là "làm cho trở nên công chính" mà chỉ là "bày tỏ sự công chính đã có sẵn". Điều này nên được hiểu theo ý nghĩa việc lành của một người chứng tỏ rằng người ấy đã được cứu rỗi, và Thiên Chúa đang thánh hoá người ấy, khiến người ấy ngày càng tốt hơn, sau khi trải nghiệm sự cứu rỗi. Trong khi đó, tín hữu Công giáo tách rời sự xưng công chính khỏi sự thánh hoá. Công đồng Trent cho rằng đức tin đồng công với việc lành nhằm gia tăng sự công chính mà tín hữu nhận lãnh qua ân điển của Chúa Giê-xu để họ ngày càng trở nên công chính hơn.